# Brody (Klein-Polen)
Brody is een dorp in het Poolse woiwodschap Klein-Polen, in het district Wadowicki. De plaats maakt deel uit van de gemeente Kalwaria Zebrzydowska en telt 2500 inwoners.